# Dmitrijewka (rejon mokszański)
Dmitrijewka (ros. Дмитриевка) – wieś (sieło) w Rosji, w obwodzie penzeńskim, w rejonie mokszańskim. W 2010 liczyła 220 mieszkańców.